# 安东尼奥·乌加尔德
安东尼奥·乌加尔德（西班牙語：Antonio Ugalde，1976年5月13日—），西班牙男子手球运动员。他曾代表西班牙国家队参加2000年夏季奥林匹克运动会手球比赛，获得一枚铜牌。